# Гірничий горизонт
Горизонт гірничий або просто горизонт — сукупність гірничих виробок, розташованих на одному рівні. Також, у спеціальному значенні, горизонт — це площина на якомусь рівні над чи під землею, шар гірської породи або ґрунту.

## Загальна характеристика
За призначенням розрізняють такі гірничі горизонти, як, наприклад, основний, концентраційний, проміжний, буровий, повторного дроблення, грохочення, скреперування, підсічки.
Основний горизонт — (відкатний) призначений для транспортування гірничої маси до шахтного стовбура. Основний горизонт, на який перепускають гірничу масу з декількох поверхів, називають концентраційним.
Проміжний горизонт служить для підготовки виїмкових дільниць (блоків тощо), вентиляції, водовідливу, доставки корисної копалини і обладнання, а також перепуску корисної копалини на основний горизонт вертикальними або похилими виробками.
З виробок на буровому горизонті проводиться буріння шпурів або свердловин.
Горизонт скреперування призначений для скреперної доставки відбитої корисної копалини до місця її перепуску на основний горизонт або навантаження у відкатні ємності.

## Приклади застосування у гірництві
- Робочий горизонт кар'єру — горизонтальна площина, що перетинає масив порід у контурах кар'єру на рівні розташування виймально-навантажувального і транспортного устаткування, призначеного для розробки уступу. На робочому горизонті кар'єру розташовуються робочі майданчики.
- Робочий горизонт шахти — відкатний (транспортний) горизонт поверху, на якому виконуються переважно очисні роботи.
- Горизонт безпечної глибини — у гірництві — горизонтальна площина (лінія на розрізі), побудована на безпечній глибині розробки.
- Горизонт А — в геології — верхній шар ґрунту, в якому акумулюється органічний матеріал і з якого вилуговуються розчинні солі та колоїди; верхній орний шар ґрунту.
- Горизонт В — в геології — шар ґрунту під горизонтом А в якому акумулюються колоїди, розчинні солі та тонкі мінеральні частинки.
- Горизонт С — в геології — зона вивітрювання порід, що лежить нижче горизонту В. Вниз переходить у невивітрювані корінні породи.

### Погоризонтна підготовка шахтного поля
Також горизонтом називається частина шахтного поля при погоризонтному способі підготовки, однією з меж якого по спаду є головний транспортний штрек, а другою — верхня або нижня межа шахтного поля. Бокові межі горизонту — межі шахтного поля за протяжністю. Якщо шахтне поле ділиться на три і більше горизонтів, то їхніми межами за спадом є головні штреки транспортного та вентиляційного горизонтів. Розмір горизонту за падінням 1000…1200 м.